# Yvonne Garat
Yvonne Andrée Garassu, dite Yvonne Garat, née le 24 avril 1898 dans le 20e arrondissement de Paris et morte à une date indéterminée après février 1952, est une actrice française.
Elle est la sœur de l'acteur Henry Garat.

## Biographie
En dehors des films dans lesquels elle a tourné pendant une quinzaine d'années entre 1917 et 1935, on sait très peu de choses sur Yvonne Garat.
En mai 1942, elle se marie à Paris avec le producteur suisse Robert Amsler, né à Lucerne en 1889. Pendant l'Occupation, ils semblent avoir quitté la France pour les États-Unis. Après-guerre, établis à Paris, 4 square Gabriel-Fauré, les deux époux sont respectivement devenus  femme au foyer et délégué du Comité international de la Croix-Rouge,.
En février 1952, un article de l'édition européenne du New York Herald Tribune mentionne que Robert Amsler et sa « femme française » tiennent l'hôtel Oldenhorn à Gstaad.
On perd leur trace après cette date. Ils avaient alors respectivement 62 et 53 ans.

## Filmographie
- 1917 : Le Ravin sans fond de Raymond Bernard et Jacques Feyder : la baronne Adolfi
- 1918 : La Mort des pirates / La Mort des sous-marins, film en 10 épisodes d'un réalisateur anonyme
- 1919 : L'Épervier de Trédorno d'Henri Vorins
- 1919 : L'Étoile rouge d'Henri Vorins : Orlande
- 1921 : L'Essor, film en 10 épisodes de Charles Burguet
- 1932 : Le Petit Écart d'Henri Chomette et Reinhold Schünzel
- 1932 : Ma tante d'Honfleur d'André Gillois : Yvonne Leblond
- 1932 : Le Truc du Brésilien d'Alberto Cavalcanti : Gabrielle
- 1933 : Le Mari garçon d'Alberto Cavalcanti : Marguerite
- 1935 : Voyage d'agrément de Christian-Jaque : Émilienne